# Overspelig kind
Overspelig kind is een archaïsche term voor een kind dat door een gehuwde man is verwekt bij een andere vrouw dan degeen waarmee hij gehuwd is, deze situatie wordt wel overspel genoemd. Het kind zelf was dus niet overspelig, maar de vader. In de 21e eeuw is deze term eigenlijk vervangen door de uitdrukking buitenechtelijk kind.
Een kind dat bij een gehuwde vrouw is verwekt door een andere man dan haar echtgenoot en wordt geboren staande huwelijk of binnen een bepaalde periode daarna, geldt volgens wetgeving in veel landen, door de eeuwen heen, als wettig kind binnen het huwelijk van de vrouw die het kind baart, naar het beginsel sola mater est quaedam - alleen de moeder is zeker.

## Nederland

### Wetgeving in voege tot 1998
Tot 1998 gold dat een overspelig kind bij de geboorte de staat van natuurlijk kind van zijn moeder ontving. Was de verwekker gedurende het gehele conceptietijdvak gehuwd, dan kon hij het in overspel verwekte kind eerst na ontbinding van zijn huwelijk erkennen.

### Huidige burgerlijke wetgeving
In Nederland komt de term overspelig kind in de burgerlijke wetgeving niet meer voor. Volgens art. 204 boek 1 Burgerlijk Wetboek kan een gehuwde man een kind, verwekt bij een andere vrouw, niet erkennen zolang zijn huwelijk duurt. Dit verbod geldt niet als aangenomen mag worden dat de gehuwde man en de moeder een op het huwelijk gelijkende relatie hebben of hadden of dat tussen de gehuwde man en het kind een nauwe persoonlijke betrekking (‘familylife’) bestaat.

## België

### Wetgeving in voege tot 1987
Naar Belgisch recht ontving het overspelig kind bij zijn geboorte niet de staat van natuurlijk kind van zijn moeder. Krachtens artikel 335 B.W. kon een overspelig kind niet worden erkend, behalve in enkele gevallen (art. 331 B.W.), waarbij steeds een rechterlijke machtiging tot erkenning vereist was.

### Huidige burgerlijke wetgeving
Een overspelig kind a patre kan tijdens het huwelijk door de overspelige vader worden erkend, maar opdat de erkenning gelding zou hebben moet de erkenning  ter kennis gebracht worden van de echtgenoot van de vader (art. 319 bis B.W.).  Homologatie van de erkenning door de rechtbank is niet meer nodig.
De erkenning van een overspelig kind a matre door een andere man dan de echtgenoot blijft aan vrij strenge beperkingen onderworpen. Erkenning met machtiging van de rechtbank van eerste aanleg is mogelijk in vier gevallen:
 
a. als het kind geboren is ten minste 180 dagen na de ontbinding of de nietigverklaring van het huwelijk van de moeder;
 
b. als het kind geboren is meer dan 300 dagen na de eerste verschijning in een echtscheidingsprocedure, of na beschikking door de voorzitter in kort geding waarbij de echtgenoten gemachtigd worden een afzonderlijke verblijfplaats te betrekken, en minder dan 180 dagen na de definitieve afwijzing van de eis of na de hereniging;
 
c. wanneer het kind geboren is meer dan 300 dagen na een beschikking van de vrederechter waarbij de echtgenoten gemachtigd worden een afzonderlijke verblijfplaats te betrekken, en minder dan 180 dagen nadat de echtgenoten feitelijk herenigd geweest zijn;
 
d. wanneer het kind geboren is meer dan 300 dagen na het tijdstip waarop de feitelijke scheiding een aanvang heeft genomen, wanneer de echtscheiding is toegestaan wegens feitelijke scheiding.